# Brendan Kelly (skådespelare)
Brendan Kelly, född 28 september 1964 i Dublin, är en irländsk skådespelare som har haft mindre roller i en rad TV-serier.
Han har bland annat figurerat i På spaning i New York, New York undercover och i fängelsedramat Oz, där han spelar den sadistiske homofobiske rasisten Wolfgang Cutler. Cutler avtjänar ett livstidsstraff för att tillsammans med några vänner på ett mycket brutalt sätt ha mördat en homosexuell man.
Kelly har även haft roller i några filmer, bland andra Djävul i en blå klänning, The Rock och Con Air.